# Jakob Sievers

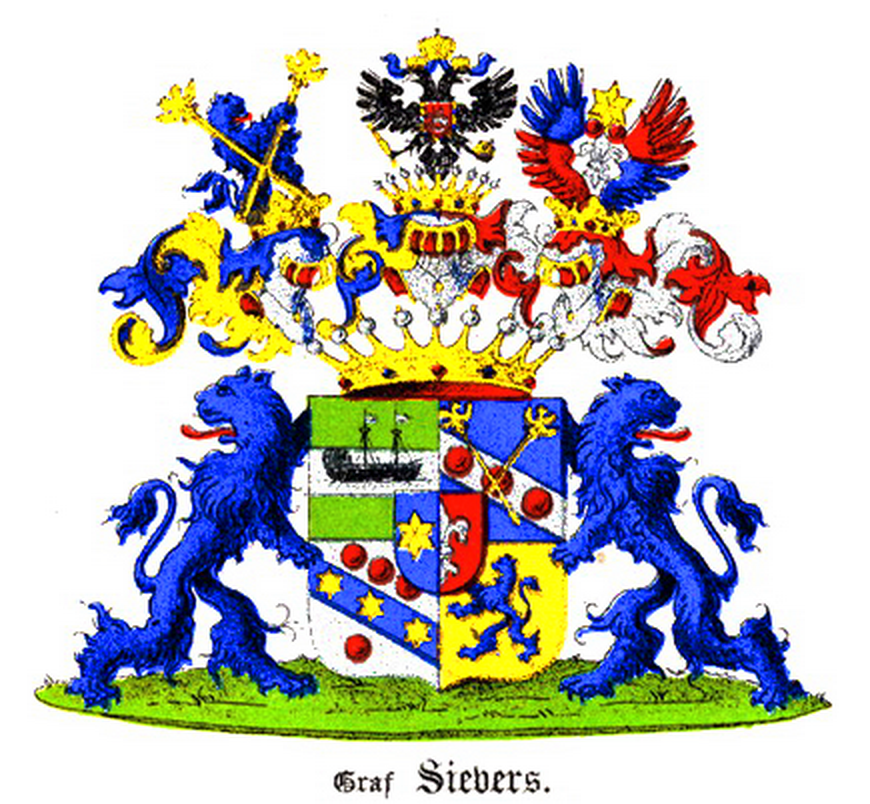
Herb Rodzinny

Jakob Johann Sievers (ros. Яков Ефимович Сиверс; ur. 19 września 1731 w Wesenbergu, ob. Rakvere w Estonii, zm. 23 lipca 1808 w Bauenhofie w Liwonii, obecnie Bauņu muiža na Łotwie) – generał rosyjski, dyplomata, wolnomularz. 5 grudnia 1792 r. mianowany posłem nadzwyczajnym i ministrem pełnomocnym Katarzyny II w Rzeczypospolitej, misję tę pełnił od 16 lutego do 28 grudnia 1793 roku.

## Życiorys
Był bałtyckim Niemcem, pochodził ze zubożałej rodziny szlachty inflanckiej. W latach 1756–1763 brał udział w wojnie siedmioletniej. W latach 1759–1760 stał na czele komisji zajmującej się wymianą jeńców z Prusami. W 1764 został gubernatorem nowogrodzkim, w 1776 mianowany generał-gubernatorem nowogrodzkim, twerskim i pskowskim. Przeprowadził pomyślnie dla Rosji II rozbiór Polski, zatwierdzony na zwołanym w asyście rosyjskich armat sejmie grodzieńskim. Doprowadził do rozwiązania konfederacji targowickiej i zawiązania konfederacji grodzieńskiej. W uznaniu zasług dla imperium rosyjskiego car Paweł I nadał mu w 1798 tytuł hrabiego. W 1800 opuścił służbę państwową.
Był odznaczony Orderem Orła Białego (1793) i Orderem Świętego Stanisława (1793).
Pozostawił po sobie pamiętniki pt. Jak doprowadziłem do drugiego rozbioru Polski (Warszawa, 1992, ISBN 83-85083-25-1).

## Literatura
- Drugi rozbiór Polski: z pamiętników Sieversa t. 1–3, Drukarnia Józefa Sikorskiego, Warszawa 1906
- Karl Ludwig Blum: Ein russischer Staatsmann, Denkwürdigkeiten des Grafen von Sievers, Leipzig 1857-1858, 4 Bände
- Karl Ludwig Blum: Graf Jacob Johann von Sievers und Russland zu dessen Zeit. Leipzig; Heidelberg: Winter, 1864
- Jones, Robert E: Provincial Development in Russia. Catherine II and Jacob Sievers. Rutgers University Press 1984